# Дачное (заказник)
«Дачное», или «Урочище Дачное»(укр. «Дачне») — часть Голосеевского национального природного парка (с 2007 года), лесной заказник местного значения (1978—2007), расположенный на территории Голосеевского района Киевского горсовета (Украина). Площадь — 6 га. Землепользователь — Конча-Засповское лесопарковое хозяйство.

## История
Заказник был создан Постановлением Совета Министров УССР от 10 апреля 1978 года № 522/173. Природоохранный объект основан с целью сохранения ценных природных сообществ. На территории заказника запрещены любая хозяйственная деятельность и в том числе ведущая к повреждению природных комплексов. Национальный природный парк «Голосеевский» был создан 27 февраля 2007 года согласно Указу Президента Украины Виктора Ющенко № 794, куда был включен заказник Дачное.

## Описание
Заказник занимает кварталы 65, 69, 72, 73 Дачного лесничестваː на правобережье Днепра на первой надпойменной террасе реки, территория которого по восточной границе примыкает к Столичному шоссе. Восточнее расположен пгт Козин, южнее и восточнее — административная граница с Киевской областью.
Есть информационные знаки.
Как добратьсяː  Транспортː 1) ост. Детский оздоровительный комплекс Дружба и база отдыха Сосновый бор (на Столичном шоссе) марш. такси № 43, 43к, 311, 313, 315, 811, 1627, 1721 (от ст. м. Выдубичи). Близлежащее метроː   Теремки и   Выдубичи.

## Природа
Ландшафт заказника представлен боровой террасой правого берега реки Днепр со слабоволнистым рельефом и расчленённая ярами и балками.
Лесная растительность представлена хвойным и широколиственным лесомː сосновым и дубово-грабовым (дубрава) возрастом 130 лет, где доминирующее породы дуб черешчатый и красный, граб, сосна. Средний бонитет леса 1,4. Также присутствуют такие деревья как клён остролистный, береза, липа, ольха, ясень, лиственница, бук, бархат амурский. Подлесок представлен лещиной, крушиной, бересклетом бородавчатым, черёмуха, травостой — ландышем майским.
В заказнике встречаются такие млекопитающие как дикая свинья, лесная куница, барсук, горностай, косуля европейская, бобер, выдра лесная, лось. В заказнике есть множество птиц.